# Mart Kuusik
Hugo-Maksimilian »Mart« Kuusik (rusko Хуго-Максимилиан Куузик), estonski veslač, * 9. december 1877, † 24. avgust 1965.
Kuusik je za Rusijo nastopil na Poletnih olimpijskih igrah 1912 v Stockholmu, kjer je v enojcu osvojil bronasto medaljo. Veslal je za Pernauer Ruder Club iz Pärnuja.